# Datorspelsåret 1974

## Händelser

### Mars
- 25 mars - Den amerikanska avdelningen av "Service Games" byter namn till Sega.[1]

### Okänt datum
- Antalet Pong-exemplar når 100 000. Av dem är uppskattningsvis 10 000 tillverkade av Atari, originalutvecklaren av spelet.[1]
- H.R. "Pete" Kaufman lämnar Ramtek för att bilda Exidy, Inc.[1]
- Namco köper den japanska avdelningen av Atari, Inc. och tar sig formellt in på arkadspelsmarknaden.[1]
- Atari köper Kee Games som ett "marknadsföringstrick." Atari fortsätter sedan att använda etiketten "Kee Games" fram till 1978.[1]
- Royal Philips Electronics N.V. köper Magnavox, som blir "Philips Consumer Electronics."[2]
- Steve Colley, Howard Palmer och Greg Johnson utvecklar spelet Maze War, och Jim Bowery utvecklar spelet Spasism. De spelen är de första FPS-spelen.
- Play Meter, den första tidskriften om myntmaskiner (inklusive arkadspel), utger sitt första nummer.[1]
- Magnavox återutger Odyssey och släpper den i Australien, Belgien, Storbritannien, Frankrike, Västtyskland, Grekland, Israel, Italien, Schweiz, Sovjetunionen och Venezuela.[3]
- Innan de köps upp av Atari, släpper Kee Games Tank till arkadhallarna.[1]
- Atari släpper Gran Trak 10, det första racingspelet, till arkadhallarna.[4]
- De första first-person shooter-spelen släpps:
  - Steve Colley, Howard Palmer, och Greg Johnson utvecklar Maze War med en Imlac PDS-1 vid NASA Ames Research Center i Kalifornien.[5]
  - Jim Bowery utvecklar Spasim till PLATO system. Två versioner släpps, den första i mars och den andra i juli.[6]
- Rusty Rutherford utvecklar pedit5, det första dungeon crawl-spelet, för PLATO system.[7][8]
- Gary Whisenhunt och Ray Wood utvecklar dnd, det första datorspelet med en boss, och troligtvis även det första datorrollspelet, till PLATO system.[9]

## Spel släppta år1974

### Arkadspel
- 25 juli: Gran Trak 10, från Atari, första racingspelet.

## Födda
- 18 februari - Lizardking, svensk musiker inom demoscenen.
- 28 augusti - Johan Andersson, svensk programmerare.

### Fotnoter
1. 1 2 3 4 5 6 7  Thomas, Donald A. Jr. (2005). ”–1974–”. ICWhen.com. Arkiverad från originalet den 12 mars 2006. https://web.archive.org/web/20060312080701/http://www.icwhen.com/book/the_1970s/1974.shtml. Läst 16 februari 2006.
2. ↑  Kaiser, Robert D. (1999). ”The Ultimate Odyssey2 and Odyssey3 FAQ” (text). Arkiverad från originalet den 15 december 2008. https://web.archive.org/web/20081215031850/http://www.digitpress.com/faq/odyssey2.txt. Läst 16 februari 2006.
3. ↑  Gegan, Shaun and David Winter (2003). ”Magnavox Odyssey FAQ version 2.9.1” (text). http://www.pong-story.com/o1faq.txt. Läst 16 februari 2006.
4. ↑  Cassidy, William (2003). ”Hall of Fame / Gran Trak 10 and Sprint 2”. GameSpy. Arkiverad från originalet den 1 februari 2010. https://www.webcitation.org/5nE14etmk?url=http://www.gamespy.com/. Läst 16 februari 2006.
5. ↑  ”The Maze War 30 Year Retrospective”. DigiBarn Games. 2004. http://www.digibarn.com/collections/games/xerox-maze-war/index.html. Läst 16 februari 2006.
6. ↑  Bowery, Jim (2001). ”Spasim (1974) The First First-Person-Shooter 3D Multiplayer Networked Game”. Arkiverad från originalet den 21 oktober 2009. https://www.webcitation.org/5khCMtymU?url=http://www.geocities.com/jim_bowery/spasim.html. Läst 16 februari 2006.
7. ↑  ”Author of PEDIT5 speaks out!”. Arkiverad från originalet den 7 juli 2011. https://web.archive.org/web/20110707162725/http://armchairarcade.com/neo/node/1948. Läst 16 februari 2006.
8. ↑  Sam Derboo (17 december 2010). ”Dunjonquest”. Hardcore Gaming 101. http://www.hardcoregaming101.net/dunjonquest/dunjonquest.htm. Läst 7 september 2014.
9. ↑  Koster, Raph (17 februari). ”Online World Timeline”. Raph Koster's Website. Arkiverad från originalet den 16 januari 2009. https://www.webcitation.org/5dsLPMG6P?url=http://www.raphkoster.com/gaming/mudtimeline.shtml. Läst 28 februari 2006.